# Miglioramenti su fondo altrui
È possibile che un miglioramento venga eseguito da una persona diversa dal proprietario, cioè da una persona che eserciti il possesso del fondo o che, in virtù di un qualche contratto, conduca il fondo da solo o in associazione col proprietario. La legge prevede che all'esecutore di un miglioramento su un fondo altrui spetti un'indennità.
Salvo diversa disposizione vale l'art. 936 C.C.:
- Opere realizzate non dal proprietario, il quale ha diritto di ritenerle o di farle rimuovere
- In caso il proprietario decidesse di ritenerle è obbligato a pagare il costo dell'edificazione oppure il valore dell'aumento del fondo (speso e migliorato)
- Se il proprietario domanda che le opere vengano rimosse queste devono essere tolte a spese di colui che le ha fatte che inoltre deve essere condannato al risarcimento dei danni
- Il proprietario non può obbligare l'esecutore delle opere a toglierle quando esse sono state fatte a sua scienza e senza posizione, oppure in buona fede
- La rimozione non può essere domandata trascorsi sei mesi dal giorno in cui il proprietario ha avuto notizia dell'incorporazione

## Miglioramenti eseguiti dall'affittuario
Sia il proprietario sia l'affittuario possono farsi promotori di opere di miglioramenti, purché queste non modifichino la destinazione agricola del fondo.
Se le opere di miglioramento  vengono eseguite dall'affittuario, questi acquista il diritto di percepire un'indennità pari all'aumento del valore conseguito dal fondo per effetto dei miglioramenti. Tale aumento di valore si denomina migliorato. È la differenza tra il valore di mercato con i miglioramenti e il valore di mercato senza i miglioramenti del fondo. Il valore del fondo con i miglioramenti si stima considerando le opere di miglioramento nello stato di conservazione in cui si trovano al momento della liquidazione dell'indennità.
Il valore si stima con il criterio di ordinarietà. Va stimato a valore attuale se è ordinaria la sua situazione (senza miglioramenti) e a valore potenziale se è ordinario il suo miglioramento.
La suscettività ordinaria al miglioramento è componente del valore del fondo nel suo stato originario e non va a far parte dell'indennità; la suscettività straordinaria non è riconosciuta come componente del valore del fondo e non va a far parte dell'indennità.
Il contratto di affitto può prevedere una clausola di rinunzia preventiva all’indennità per i miglioramenti fondiari a patto che essa sia stata stipulata con l’assistenza delle organizzazioni professionali. In mancanza, la rinunzia preventiva è nulla, poiché è diretta a regolamentare un diritto dell’affittuario in maniera diversa da quella prevista dall’articolo 17, L. 203/1982..

## Miglioramenti eseguiti dall'usufruttario
L'usufruttuario ha diritto a un'indennità per i miglioramenti che sussistono al momento della restituzione della cosa, e che l'indennità si deve corrispondere nella minor spesa tra l'importo della spesa e l'incremento di valore per effetto dei miglioramenti.
L'indennità è la minor somma fra lo speso e il migliorato. Lo speso equivale al costo ordinario di riproduzione del miglioramento.

## Miglioramenti eseguiti del possessore
Espresso in linguaggio estimativo, il disposto del codice significa che l'indennità di miglioramento è pari al migliorato per il possessore di buona fede ed è pari alla minor somma tra lo speso e il migliorato per il possessore di mala fede.

## Miglioramenti eseguiti dal locatario
Anche qua, l'indennità di miglioramento, se dovuta, equivale alla minor somma tra lo speso e il migliorato.